# Янг, Крофорд
Кро́форд Янг (англ. Crawford Young; род. 1952) — американский лютнист, дирижёр, музыковед, педагог, большую часть жизни работавший в базельской консерватории Schola cantorum. Специализируется на музыке Средневековья и раннего Возрождения.

## Очерк биографии и творчества
В 1976 году окончил Новоанглийскую консерваторию (Бостон) по специальностям классическая гитара, лютня и банджо. В Стэнфордском университете в 1977 году брал уроки у Томаса Бинкли, оказавшего на Янга большое творческое влияние. В 1982—2018 гг. вёл класс лютни и другие учебные курсы в базельской консерватории.
В 1982 году в США основал и возглавил ансамбль старинной музыки P.A.N. (Project Ars Nova; прекратил существование в 1999), записал с ним четыре CD. В 1983 году в Базеле основал и возглавил международный ансамбль старинной музыки Ferrara Ensemble (формально существует до сих пор, фактически прекратил свою деятельность в 2000 году), записал с этим коллективом 10 CD. В течение многих лет выступал как лютнист-аккомпаниатор певца Андреаса Шолля, в 2010 году записал с ним CD с песнями Освальда фон Волькеншейтна.
Как лютнист, выступал (помимо собственных ансамблей, где играл также на гиттерне) в концертах и участвовал в звукозаписях ансамблей Секвенция (в 1978—1981 гг.) и Микролог, в т.ч. гастролировал в составе последнего на Дягилевском фестивале в Перми (2017). Концертировал до 2003 года в дуэте с лютнистом К.-Э. Шрёдером.
Как музыковед, опубликовал несколько статей о старинной лютневой музыки, в том числе «Lute, gittern, & citole» в словаре «A Performer’s Guide to Medieval Music» и «On the trail of ensemble music in the fifteenth century» в книге «Companion to Medieval and Renaissance Music». Выступил редактором нескольких сборников лютневой музыки, в том числе «Early lute tablatures in facsimile». В 2018 году в Лейденском университете защитил докторскую диссертацию «La Cetra Cornuta: the Horned Lyre of the Christian World» (научные руководители — Т. Копман, Д. Фабрис, Ф. де Рюйтер), посвящённую средневековому струнному щипковому инструменту, известному в Италии под названием cetra cornuta.

## Научные труды
- Antiphon of the Angels: Angelorum psalat tripudium // Recercare 20.1-2 (2008), pp. 5-23 (исследование и критическое издание латинской баллады «Angelorum psalat tripudium» из кодекса Шантийи).
- La Cetra Cornuta: the horned lyre of the Christian World. Ph. D. Diss. Leiden University, 2018.